# Pararhophites clavator
Pararhophites clavator là một loài Hymenoptera trong họ Megachilidae. Loài này được Morawitz mô tả khoa học năm 1876.